# 西日本バスネットサービス
西日本バスネットサービス株式会社（にしにほんバスネットサービス）は、広島県広島市西区に本社を置くバス事業者で、JRバス中国の子会社。
本社所在地は広島市西区横川町三丁目2番47号 で、JRバス中国の本社所在地と同一 である。
広島県バス協会の会員にはなっていない。
広島県のほかにも、岡山県や山口県といったJRバス中国管内に営業所があり、岡山事業所はJRバス中国岡山支店（岡山県岡山市北区撫川1460） と同位置に所在する。

## コミュニティバス
山口県光市の光営業所では、光市のコミュニティバス「ひかりぐるりんバス」を受託運行している。なお同社光営業所は、中国ジェイアールバス周防営業所（山口県光市虹ヶ浜1丁目7-26） と同位置に所在する。「ひかりぐるりんバス」は光市の西部地域を運行する市内循環バスで、JR光駅を起終点として、市役所などの公共施設や市内の学校、イオン光店などの商業施設や住宅団地などを結ぶ。同じ経路を右回りと左回りで運行し、ほとんどがフリー乗降区間となっている。
「ひかりぐるりんバス」は1998年3月に運行が開始され、当初は中国ジェイアールバスが運行受託していた。その後、中国ジェイアールバス周防営業所から西日本バスネットサービス光営業所へ移管された。2022年時点では、専用車両として中型車の日野・レインボーIIが使用されており、水色一色の塗装にピンク色の文字で「ひかりぐるりんバス」と書かれている。行先表示は「ぐるりんバス 右回り/左回り」のいずれかである。2024年3月31日付で中国ジェイアールバス周防営業所の廃止に伴い、同路線の運行からも撤退している。